# Pierzchnianka (dopływ Belnianki)
Pierzchnianka – struga w Polsce, w województwie świętokrzyskim, w powiecie kieleckim, przepływająca przez tereny gmin Pierzchnica i Daleszyce, lewostronny dopływ Belnianki.
Początek bierze we wsi Osiny, na wysokości około 276 m n.p.m. Uchodzi w Marzyszu (w części Marzysz Pierwszy), na wysokości 236,7 m n.p.m.